# Ivor Guest, 1. Viscount Wimborne

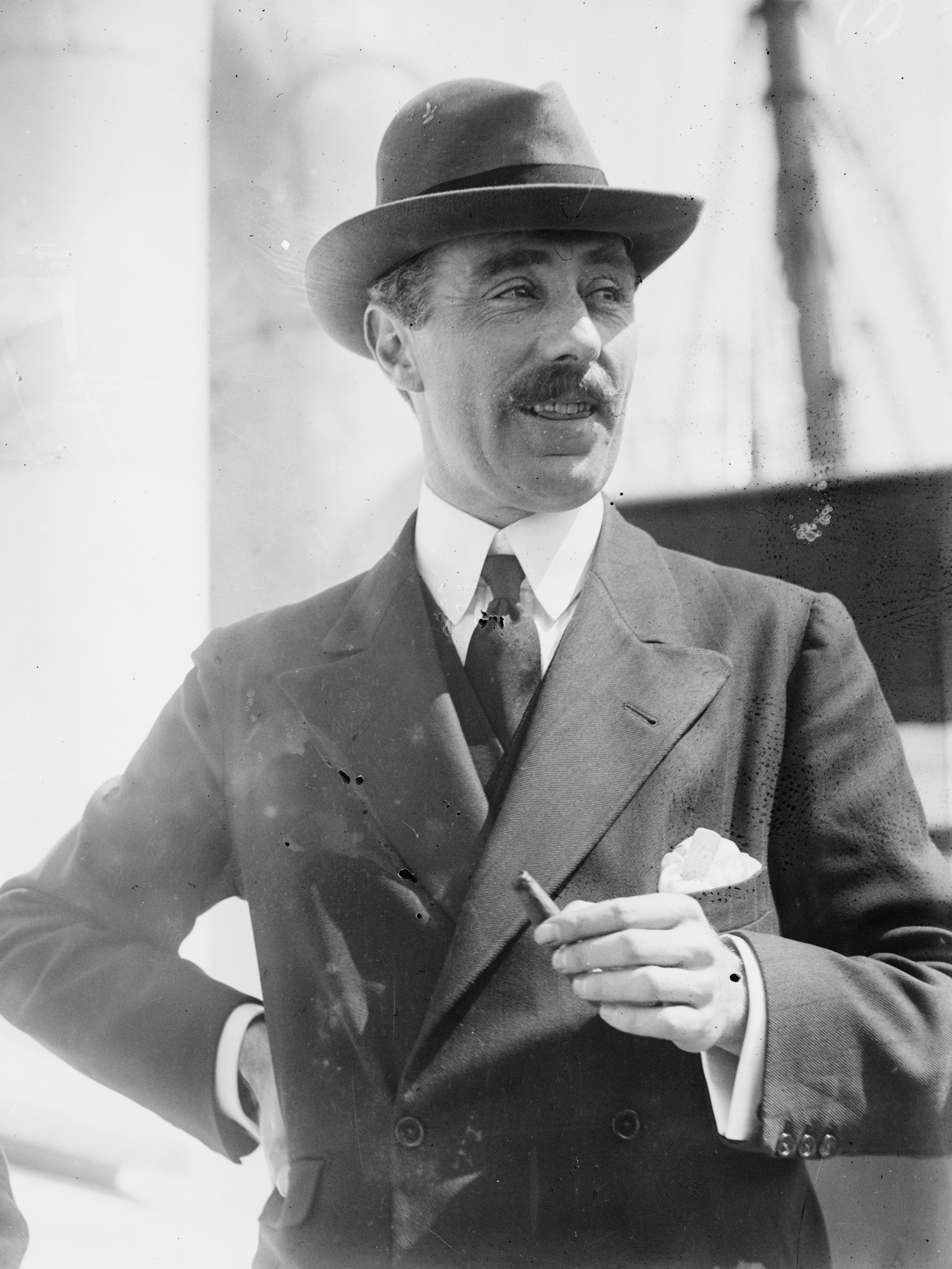
Ivor Churchill Guest, 2. Baron Wimborne in New York City (1914)

Ivor Churchill Guest, 1. Viscount Wimborne PC (* 16. Januar 1873; † 14. Juni 1939) war ein britischer Adliger und Politiker der Liberal Party, der zehn Jahre lang Abgeordneter des House of Commons, anschließend Mitglied im House of Lords, sowie Paymaster General und Lord Lieutenant of Ireland war.

## Leben

### Familiäre Herkunft und Unterhausabgeordneter
Er war der Sohn von Sir Ivor Bertie Guest, 2. Baronet, der am 30. April 1880 als Baron Wimborne, of Canford Magna in the County of Dorset, zum erblichen Peer erhoben worden war, sowie von Lady Cornelia Henrietta Maria Spencer-Churchill, einer Tochter von John Spencer-Churchill, 7. Duke of Marlborough.
Nach dem Besuch des Eton College absolvierte er ein Studium am Trinity College der University of Cambridge. Nachdem er 1898 ohne Erfolg für die Liberal Party im Wahlkreis Plymouth für ein Unterhausabgeordnetenmandat kandidiert hatte, leistete er 1900 während des Zweiten Burenkrieges als Captain und Ehren-Major (Honorary Major) seinen Militärdienst im 7. Bataillon der Imperial Yeomanry, einem freiwilligen Kavallerieregiment aus Dorset.
Am 16. Februar 1900 wurde er, der 1900 auch High Sheriff von Glamorgan war, für die Liberal Party erstmals als Mitglied in das Unterhaus gewählt und vertrat dort zunächst bis zum 12. Januar 1906 den Wahlkreis Plymouth, ehe er vom 12. Januar 1906 bis zum 15. Januar 1910 als Abgeordneter des Unterhauses den Wahlkreis Cardiff-District of Boroughs vertrat.

### Paymaster General, Oberhausmitglied und Lord Lieutenant von Irland

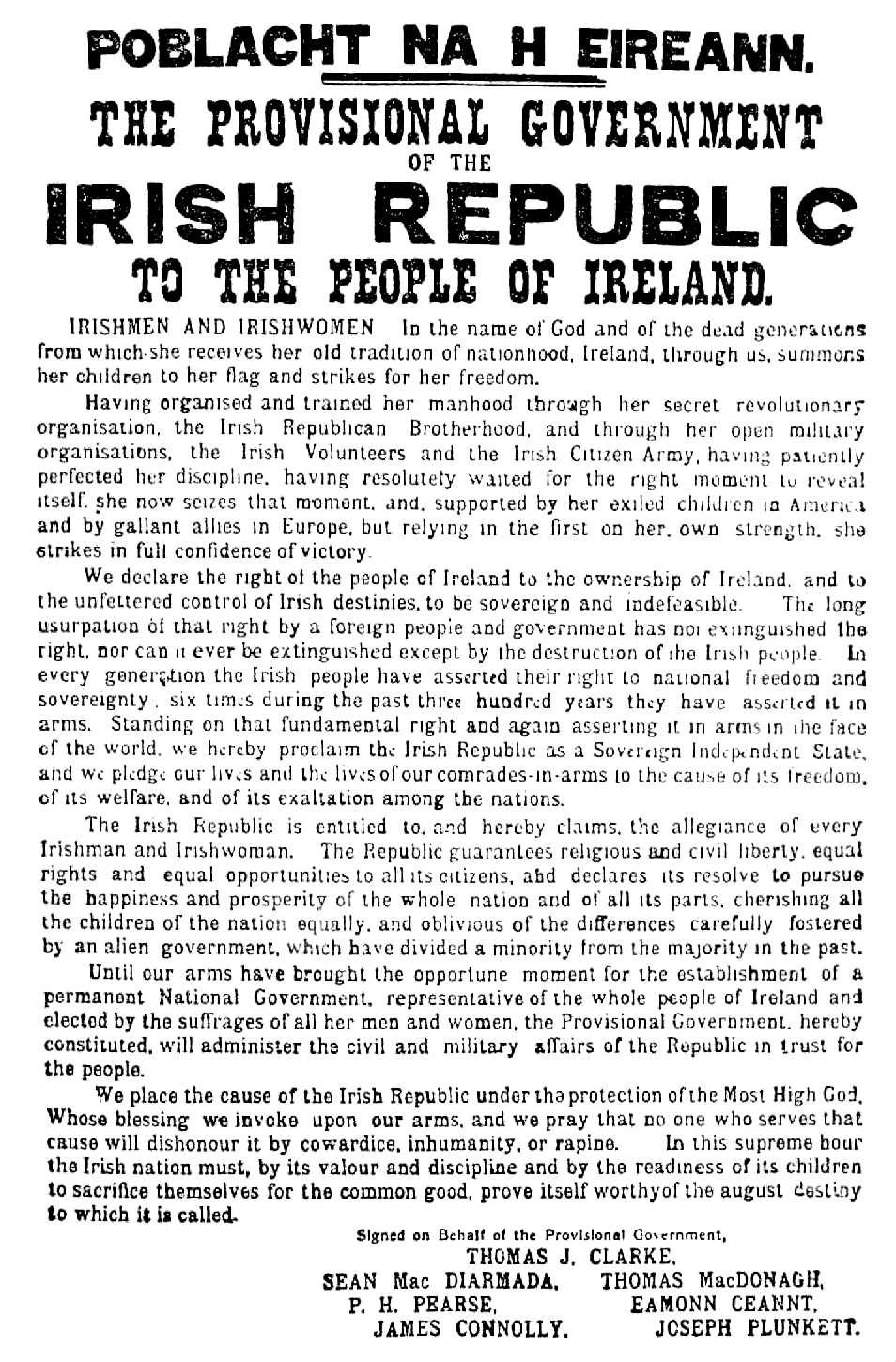
Oster-Proklamation zum Osteraufstand 1916

Er wurde am 5. März 1910 von Premierminister Herbert Henry Asquith 1910 als Nachfolger von Richard Causton, 1. Baron Southwark zum Generalzahlmeister (Paymaster General) ernannt und bekleidete dieses Amt bis zu seiner Ablösung durch Edward Strachey, 1. Baron Strachie 1912. Zugleich wurde er am 5. März 1910 Privy Counsellor (PC). Zeitweilig fungierte er auch als Friedensrichter (Justice of the Peace) von Glamorgan und Dorset.
Durch ein Letters Patent vom 15. März 1910 wurde er mit dem Titel Baron Ashby St. Ledgers, of Ashby St. Ledgers in the County of Northampton, selbst zum erblichen Peer erhoben und dadurch Mitglied des House of Lords.
Danach gehörte er zwischen 1913 und 1915 als Lord-in-Waiting zum Hofstaat von König Georg V. Beim Tod seines Vaters am 22. Februar 1914 erbte er dessen Titel als 2. Baron Wimborne sowie 3. Baronet, of Dowlais.
Am 17. Februar 1915 wurde er als Nachfolger von John Hamilton-Gordon, 1. Marquess of Aberdeen and Temair Lord Lieutenant von Irland und behielt dieses Amt als Repräsentant des Königs bis zu seiner Ablösung durch John French, 1. Earl of Ypres am 9. Mai 1918. Während seiner Amtszeit kam es vom 24. bis zum 30. April 1916 zum Osteraufstand in Dublin, ein Versuch militanter irischer Republikaner, die Unabhängigkeit Irlands von Großbritannien gewaltsam zu erzwingen. Obwohl militärisch fehlgeschlagen, gilt er als Wendepunkt in der Geschichte Irlands, der dann letztlich zur Unabhängigkeit führte.
Kurz nach Beendigung seiner Amtszeit als Lord Lieutenant wurde ihm am 15. Juni 1918 der erbliche Adelstitel Viscount Wimborne, of Canford Magna in the County of Dorset, verliehen. Er war des Weiteren zeitweilig Direktor der Königlichen Kommission für Küstenerosion und Bewaldung (Royal Commission on Coast Erosion and Afforestation) sowie Direktor der Barclays Bank.

### Ehe und Nachkommen
Am 10. Februar 1902 heiratete er Hon. Alice Katherine Sibell Grosvenor (1880–1948), eine Tochter von Robert Grosvenor, 2. Baron Ebury, der zwischen 1865 und 1874 Unterhausabgeordneter war. Aus der Ehe gingen drei Kinder hervor:
- Ivor Grosvenor Guest, 2. Viscount Wimborne (1903–1967), Erbe seiner Adelstitel, ⚭ Lady Mabel Edith Fox-Strangways;
- Rosemary Sibell Guest (1906–1971) ⚭ Gilbert Allan Rowland Boyd, 6. Baron Kilmarnock;
- Cynthia Edith Guest (1908–1994) ⚭ Thomas George Talbot (1904–1992).